# Monastero di Pečenga
Il monastero di Pečenga o monastero di Petsamo (in russo Печенгский монастырь?) è un monastero situato nella regione storica di Petsamo, nella località omonima, denominazione finlandese ora sostituita da quella russa di Pečenga, da cui i due diversi nomi con cui il monastero è appunto conosciuto.
Fondato nel 1533 da Trifone Pečengskij, un monaco proveniente da Velikij Novgorod, fu a lungo il monastero più settentrionale del mondo.